# NGC 1082/2
NGC 1082/2 је галаксија у сазвежђу Еридан која се налази на NGC листи објеката дубоког неба.
Деклинација објекта је - 8° 10' 59" а ректасцензија 2h 45m 42,5s. Привидна величина (магнитуда) објекта NGC 1082 износи 15,5 а фотографска магнитуда 16,5. NGC 10822 је још познат и под ознакама MCG -1-8-4.